# 五四运动
39°54′49″N 116°25′53″E / 39.913716°N 116.431274°E

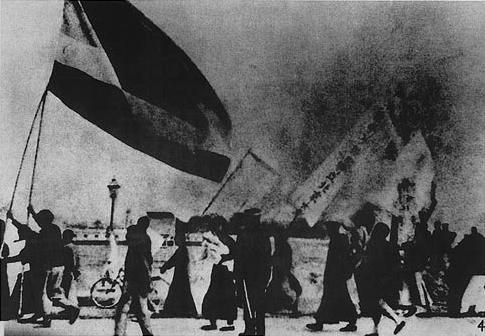
參與五四運動學生在北京舉着國旗遊行

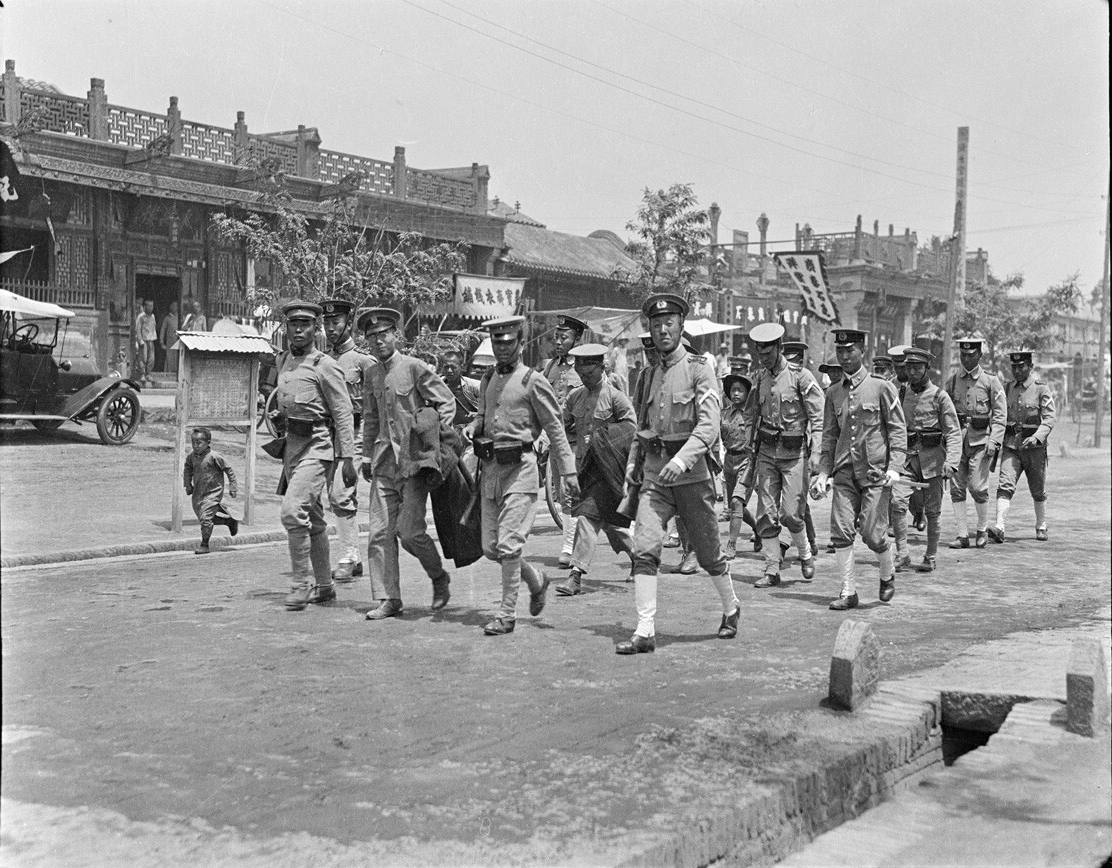
1919年6月4日北京，清華大學學生被捕。

五四運動，是中國近代史上的一次學生運動。1919年5月4日，北京的學生游行示威，抗議巴黎和會上有關山東問題的決議，敦促當時的北洋政府不可簽約，要求懲處相關官員。事情的緣由是，中国作爲第一次世界大戰的戰勝國，本期望“公理戰勝强權”，能收回戰敗國德國在膠東的權益，但參會各國決定把權益轉讓給日本，中國民衆很長一段時間以來積蓄的民族情緒爆發，學生高喊“外爭主權，內除國賊”，上街游行，並發展到火燒趙家樓、痛打章宗祥。“五四運動”這個概念一般還包括5月4日后一系列的全國性游行示威、罷課、罷市、罷工等事件，包括工商界參與的六三運動，導致曹汝霖、章宗祥、陸宗輿等親日派官員被免職，最後中國代表團6月28日拒絕在《凡爾賽條約》上簽字。
關於“五四運動”跟1915年開始的新文化運動的關係有不同看法，一種意見認爲二者基本是一個運動的兩個階段，可以統稱爲廣義的“五四運動”，或者“五四新文化運動”；另外一些意見認爲二者有聯繫但應該區分開：自由主義者認爲一個是文化運動，一個是政治運動；或者一個是啓蒙，一個是救亡；蔣介石認爲一個是崇洋媚外，一個是愛國運動；中國共產黨領導人毛澤東認爲一個是舊民主主義，是資產階級領導的，一個是新民主主義的開始，無產階級開始參與，并在此後成爲領導。
五四運動是一場學生和知識分子發動的政治運動，基本達成既定目標，極大地激發了學生的思想和政治熱情。五四運動本身得益于此前新文化運動對學生思想和組織的預備，又反過來幫助新文化運動進一步推廣，但也導致了新文化運動的分化。新文化運動的倡導者中，陳獨秀、李大釗等一大批人積極投入政治活動，胡適等少數人繼續堅持非政治化的文化運動。非政治化的新文化運動廣度擴大了，深度卻停滯了，許多政治思想則被引入。五四激發的一系列政治事件削弱了北洋政府統治。青年人積極參加政治活動，助成了北伐，但國民黨掌權以後自身也被學生運動所困擾。外來政治思潮加劇湧入，馬克思主義在中國影響擴大，1921年中國共產黨成立，許多五四運動的參與者成爲共產黨領袖。五四運動大大地影響了中國近代史的進程。從1939年起，國共兩黨都各自規定五四為青年節，國民政府於1944年改爲文藝節。
對五四運動認識和評價衆説紛紜，周策縱大致區分了自由主義者、國民黨、共產黨三大類立場，每一類裏面還有不同看法和歷史變遷。大致而言，自由主義者肯定新文化運動，肯定五四運動本身，但否定五四運動所引發的政治和革命浪潮，認爲阻礙了新文化運動的深入發展；中國國民黨方面，孫中山、蔣介石都提倡傳統文化，否定新文化運動，孫中山肯定五四，蔣介石對五四運動態度很微妙，明著還是褒獎，强調其民族情緒，不談其反傳統的一面，暗中盡量疏遠；共產黨對二者都肯定，從陳獨秀到毛澤東，對五四運動的評價大大提高，毛澤東認爲五四運動是徹底的反帝反封建運動，將文化革命推進到新階段，開啓了新民主主義，無產階級開始參與，并在此後成爲領導。

## 背景

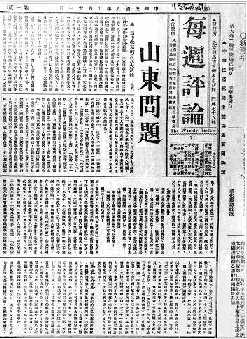
《每週評論》關於山東問題

五四運動發生在第一次世界大戰後的全球革命浪潮之中，俄國十月革命的結果激發了世界各地的工人革命運動和民族解放運動。時為日本殖民地的朝鮮在1919年3月爆發三一運動，同年3月2日，第三國際在莫斯科成立。在外來思想和影響交織影響下，本土傳統的思想、文化、政治等都隨之發生巨大改變。而五四之前很多國家都爆發了群衆運動與民族主義運動，這些事件都為運動帶來催化劑作用。

### 辛亥革命後政局與新思想發展
西方思想在晚清尤其甲午戰爭之後大量傳入中國並影響年輕一代，到辛亥革命後中華民國建立，這種影響隨著《新青年》等刊物的發展以及白話文運動的推展，自由和反抗傳統權威等思想影響了學生以及一般的市民。社團組織在中華民國後發展，新文化運動中各種組織紛紛建立，出現包括少年中國學會、工學會、新民學會、新潮社、平民教育講演團和工讀互助團等組織，打下社會政治動員的基礎。而同時間革命風潮導致政局一直極不穩定，由二次革命到1914年袁世凱解散國會後，北洋政府就曾試圖恢復帝制，失敗後至1916年袁世凱去世，各地軍閥相繼各自對峙，期間爆發三次革命。而社會在曲折進步的同時，社會民衆也日益不滿持續動盪的時局。

#### 兩個政府與多派系的角力
「五四運動」前後，北京政府總統、內閣、國會之間達成了某種平衡，故政治運作較先前為暢順。當時政府領導者為大總統徐世昌、國務總理錢能訓，及「安福國會」幕後領袖段祺瑞。但政府仍深受各個黨派、各地軍閥的制約，政策因之時有變異。國會中段祺瑞操縱的「安福系」親日，梁啓超爲首的「研究系」親英美派，研究系在五四前後一直煽動社會不滿情緒，「文治派」與「安福系」也藉機相互攻訐，以謀求自我派系之利益。是以「五四運動」絕對不可以單單理解為群眾在愛國意識之下的自發行為；事件源起、擴大都深受黨派鬥爭之影響。
此時南方另有一政府，源於1917年孙中山在廣州開展三次革命，又稱護法運動，誓師北伐，但1918年孫中山在内部矛盾中離職，廣州軍政府由桂系軍閥掌控。1919年2月，南北曾經試圖和談，但并無結果。參加巴黎和會的中國代表團五人中有一人為南方政府代表。孫中山寓居上海，那裏是蔣介石的勢力範圍，并與在福建的陳炯明來往密切。而同時其他軍閥都有參與角力，除了控制國會的皖係段祺瑞以外，還有直系馮囯璋，奉係張作霖，山西閻錫山，桂系陸榮廷等等，雖非獨立，但都各自爲政，關係錯綜複雜。這些錯綜複雜的派系在五四前後都有很多的運作，為運動推波助瀾。周策縱認爲：“新式知識分子在五四事件中能夠成功，在諸多原因中，其中之一便是軍事和政治派系之間的實力均衡”。
而到第一次世界大戰末期，在國內時呈現還有一個角力戰，是介於安徽派軍閥掌握的北京政府勢力，和希望介入中國支配權的日本帝國勢力間。由此於後顯見「運動」性質，非如表面單純反帝反封建，也暗内含反日、反安徽派的意圖。

#### 文化進步與學術繁榮
中國的教育制度在清末的新政中，學習西方及日本學制而改革。到了民初，高等教育獲得進一步的發展。尤其是北京大學，在校長蔡元培的領導下，引進了開放的學風，提出了「思想自由，兼容並包」辦學方針，李大釗、朱家骅、陳獨秀、章士釗、胡適、辜鴻銘（英國文學）、劉師培、錢玄同（教音韻學）、吳梅（教戲曲史）、劉半農（教新文學）、嚴復（翻譯家）等被聘請於北大任教，同時培養學生獨立自主開放進步的思想和精神，這種思想和精神成為五四運動的重要動力。 
在思想上五四前夕是一个空前开放的时代。中國近代以來，排外與開放兩個思潮不斷鬥爭，甲午戰爭震動中國，一方面開始有更多的人重視思想的引進，另一方面也激發排外情緒，義和團事件是一次排外情緒大爆發，但此後轉入一個越來越開放的年代，新政、憲政、基督教、進化論、德先生、赛先生，無政府主義、馬克思主義、實用主義，等等，各種外來思想紛紛進入中國。
在外來思想的影響下，中國的傳統文化被重新審視，出現了白話運動，反儒家思潮、整理國故。
1915年以來，這些對内對外的思想運動到了一個新高度，稱爲新文化運動，《新青年》雜誌和北京大學是這個運動的主要陣地，提倡民主與科學。

### 國際間關係和民族思潮的變化
自從1895年甲午戰爭結束以來，日本就在中國不斷擴張勢力。日本通過《馬關條約》取得了台灣等地，使中國藩屬國朝鮮王朝朝鮮獨立，此後逐漸控制大韓帝國的內政，並于1910年吞并韓國。
1914年8月23日，大日本帝國加入協約國陣營對德意志帝國宣戰，旨在奪取德國在東亞的殖民地，包括膠州灣。經70多日激戰，於11月7日全部佔領德屬膠州灣租借地。1915年1月，日本向中國提出二十一條，北洋政府在5月9日，接納了其中大多數的要求，這原本日方要求保密的協定，為新聞界所得知，并發佈該協定，激起了民族主義的情緒，使中國知識分子及民眾對於日本以及賣國政府強烈的不滿，被認為這是國恥，同時也引發了不少反日的活動，這種情緒在五四運動中進一步發展而發揮作用。
但除跟日本以外，五四前夕的中外關係大部分是空前的好。美國一直是對中國最友好的國家，1868年簽訂蒲安臣條約，承諾尊重中國領土完整，1899年，美國發表門戶開放照會，呼籲各國保持中國領土完整。義和團運動是一個中外關係的大倒退，但此後美國帶頭，各國主動放棄部分庚子賠款，中外關係大大緩和。1907年到1917年間，中英合作最終禁止了鴉片進口，1912年12個國家簽訂了《國際鴉片公約》，基本解決一個歷史遺留問題。1917年8月14日，北洋政府站在英法協約國一方向同盟國陣營德國及奧匈帝國宣戰，成為第一次世界大戰的參戰國。在跟法英美一同成了獲勝的協約國後，中國民衆歡呼“公理戰勝强權”，跟這些国家的政府关系和民間觀感可以说都在一个空前友好的阶段。

#### 一戰與民族工商業成長
清末以來，中國的工商業雖有所發展，但在西方產品的輸入情形下，中國本土工商業的發展仍然有限，一戰的發生使歐洲各國產業無力東顧，中國的工商業獲得很大的發展，參與工商業的人口持續增加，民族工業，尤其是輕工業得以巨大發展，城市中的工商階層在中國社會中的地位也更显重要，在五四運動中，他們成為聲援愛國學生的主要力量。

#### 戰後自決運動潮流
時美國總統威爾遜為戰後國際和平而提出「民族自决」的口號，包含了十四條原則，連同1919年舉行的巴黎和會，共同促成世界各地獨立運動的快速發展。受蘇維埃革命影響，在中國、朝鲜和台灣等地，同時都注意到民族獨立的問題，在亞洲的各國民族運動者便開始相互交流意見或彼此支援。
在五四爆發前两个月，日屬朝鮮爆发三一运动。朝鲜独立人士在首尔塔洞公园宣读《独立宣言书》引发数万名人民反日游行示威。三一运动很快席卷整个朝鲜半岛。有200万以上群众参加了上千起反日示威和暴动。三一运动受到当时中国各界密切关注，得到当时中国广大知识分子的高度支持与赞扬，成为推进五四运动的思想动力。三一运动被認為是加速了五四進程，成為五四的行为楷模。

## 前奏

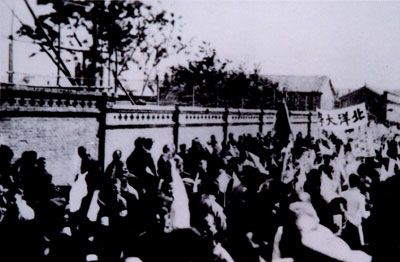
天津學生支援北京

1919年1月18日開始，第一次世界大戰戰勝國在法國巴黎召開和平會議。美國總統在會前提出十四點和平原則，包括廢除秘密條約、平等對待殖民地人民、成立國際聯盟等，受到各國廣泛歡迎，中國希望借此解決山東問題。
2月15日，中國代表團向大會正式提交請求《山東問題說貼》，經雙方多輪陳述，幾經曲折，最後美國支持中國，英法傾向於日本，日本以退出國聯相威脅，美國妥協。大會4月30日決定支持日本立場，將德國在中國山東的權益轉讓給日本。代表團向政府直接報告結果的同時，代表團顧問梁啓超則致電外交委員會的汪大燮和林長民：“對德國事, 聞將以青島直接交還, 因日使力爭, 結果英、法為所動, 吾若認此, 不啻加繩自縛, 請警告政府及國民, 嚴查各全權, 萬勿署名, 以示決心”。
5月1日北京《中國時報》刊登中國代表團所報告之失敗原因：“此次中國主張失敗之原因，一由於1917年2月至3月間，日本與英法諸國有膠澳讓歸日本之密約，二由於1918年9月，我國當局與日本政府有‘欣然同意’之山東換文，遂使愛我者無從爲力”。
5月2日，外交委員會事務主任林長民在《晨報》上發表文章《外交警報敬告國民》：
昨得梁任公先生巴黎来电, 略谓青岛问题因日使力争, 结果英、法颇为所动, 闻将直接交于日本云云。

呜呼, 此非我举国之人所奔走呼号, 求恢复国权, 主张应请德国直接交还我国, 日本无承继德国掠夺所得之权利者耶? 我政府我专使非代表我举国人民之意见, 以定议于内折冲于外者耶? 今果至此, 则胶州亡矣, 山东亡矣, 国不国矣。此恶耗前两日, 仆即闻之, 今得任公电, 乃征实矣。闻前次四国会议时, 本已决定德人在远东所得权利, 交由五国商量处置, 惟须得关系国之同意, 我国所要求者, 再由五国交还我国而已, 不知因何一变其形势也。更闻日本力争之理由无他, 但执千九百十五年之二十一款及千九百十八年之胶济换文, 及诸铁路草约为口实。呜呼。二十一款出于胁逼, 胶济换文以该路所属确定为前提,不得迳为应属日本之据。济顺、高徐草约为预备合同, 尚未正式订定, 此皆我国民所不能承认者也。国亡无日, 愿合我四万万众誓死图之。

## 過程

### 預備
5月2日晚，北京大學的一些學生在北大西齋飯廳召開緊急會議，議論巴黎和會事，氣氛激昂，決定通知北大全體學生舉行大會。
5月3日晚，北京大學學生在北大法科（第三院）大禮堂舉行大會，北大一千多人幾乎全體出席，高師、法政專門、高等工業等學校也應邀有代表參加，北大校長蔡元培亦有知曉和私下支持。同學們爭相發言，號召大家奮起救國，并要求嚴懲曹汝霖（交通總長，《二十一條》經手簽訂者）、章宗祥（駐日公使，簽訂膠濟鐵路協議）、陸宗輿（幣制局總裁，1915年駐日公使，向日借款經手人）。最後定出四條決議：一、定於次日即5月4日協同其他兄弟學校齊集天安門舉行愛國大示威，二、通電巴黎專使不准簽字，三、通電各省于5月7日（國恥日）舉行愛國示威游行，四、聯合全國各界一致奮起力爭。

### 五月四日

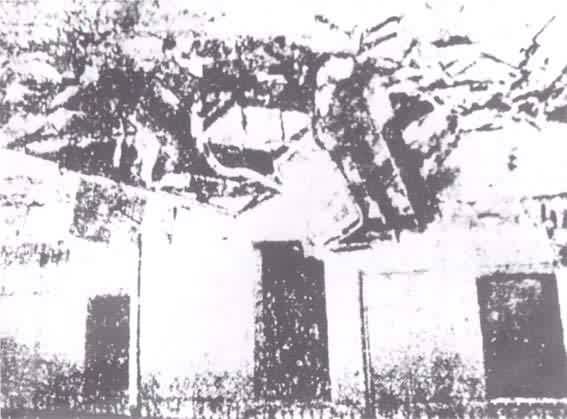
被學生燒掉的趙家樓

5月4日，上午10時，北京大學等13所院校的學生代表召開碰頭會，陸軍學校也派了學生代表列席。教育部代表前去北大勸阻未果。下午1點許，諸院校共計三千余名学生汇集天安門前廣場，預備進行示威活动：最早到達的學生來自北京高等師范學校、匯文大學，緊接的學生是來自北京法政專門學校、工業專門學校、農業專門學校、醫學專門學校、警官學校、鐵路管理學校、稅務學校、中國大學、民國大學和朝陽大學。最晚到達的是北京大學學生，因為在上午11時左右，教育部代表在幾名軍官警官陪同下到達北京大學，當着蔡元培的面（當時也有報說蔡不在現場），勸說學生放棄游行，雙方經過長時間對話和辯論未有達成一致。教育部代表也隨同北京大學校生，抵達諸校學生分組列隊集合的現場，北大學生當場介紹該代表及前涉論辯事由。後教育部代表向學生詢問集會用意，學生便遞上傳單給他作答復，而該代表也繼續勸告學生解散集會，建議他們改推代表向政府和各使館交涉；步軍統領衙門統領李長泰、京師警察廳總監吳炳湘相繼到場，勸告放棄游行。學生們沒有接受勸告，段時間集會經幾名參與者大略闡述了集會意義後，至下午兩點左右，學生們開始有序地從廣場出發出中華門，向東交民巷各國公使館前進。隊伍在遊行過程中，四處分送傳單，手執白布製成之旗，上書「力爭山東問題」、「排除賣國漢奸」及「賣國賊曹汝霖陸宗輿章宗祥」等字樣，還有提出「外爭國權，內除國賊」、「取消二十一條」、「拒絕合約簽字」等標語、口號。
羅家倫起草的《北京全體學界通告》，印刷了5萬份，廣泛散發：
現在日本在萬國和會要求併吞青島、管理山東一切權利就要成功了。他們的外交大勝利了，我們的外交大失敗了。山東大勢一去就是破壞中國的領土，中國的領土破壞中國就亡了，所以我們學界今天排隊到各公使館去要求各國出來維持公理。務望全國工商各界一律起來設法開國民大會，外爭主權內除國賊！中國存亡就在此一舉了！今與全國同胞立兩個信條道：

中國的土地可以征服而不可以斷送!

中國的人民可以殺戮而不可以低頭!

國亡了，同胞起來呀！
隊伍經過中華門到棋槃街向東轉，到了東交民巷的西口。學生們事先曾打電話與美、英、法三國公使館溝通，他們都表示歡迎，而西口內的美國兵營的軍官也在學生們抵達時放行了，還讓隊伍通過了美兵營和美使館。然而東交民巷的捕房拒絕學生隊伍繼續通過，說除非得到大總統的同意，才得准許入內游行。當由該巡捕打電話與總統府交涉，往返磋商不得要領。據《每周評論》引述當時情景：“大家只好在美使館前連呼‘大美國萬歲！威大總統萬歲！大中華民國萬歲！世界永久和平萬歲！’四聲。”
而後學生派代表前往美、英、法、意使館遞送說帖，至美國說帖中這樣説：“二十一條中日協約，乃日本乘大戰之際，以武力脅迫我政府强制而成者，吾中國國民誓不承認之。青島及山東一切德國利益，乃德國以暴力掠去，而吾人之所日思取還者。吾人以對德宣戰故，斷不承認日本或其他國繼承之。...吾國與貴國抱同一主義而戰，故不得不望貴國之援助。...請求貴公使轉達此意於貴國政府”。因爲是星期天，并未見到各國公使本人。
東交民巷未能通行讓學生很懊惱，臨時決定前往位于长安街东端之北的趙家樓二號曹汝霖住宅，下午4點半左右到達，要求曹汝霖出來解釋與日本締結密約的原因。數十名軍警把守，試圖讓學生後退。學生非常激動，翻墻打開大門湧入。藏匿起來的曹汝霖未被學生尋見，適駐日公使章宗祥正在曹宅有所商議，被衆瞥見攢毆，受傷甚重。闖入者並搗毀家具，火燒曹宅，史稱“火燒趙家樓”事件。隨後，軍警聞警前來救火。奉召到場的警察總監吳炳湘及步軍統領李長泰，帶領警隊及步軍游擊隊，強迫解散剩餘人群，並在街上捕去32名學生。章在警員護送下入醫院調治，據稱腦筋震動，遍體鱗傷。

### 運動擴大

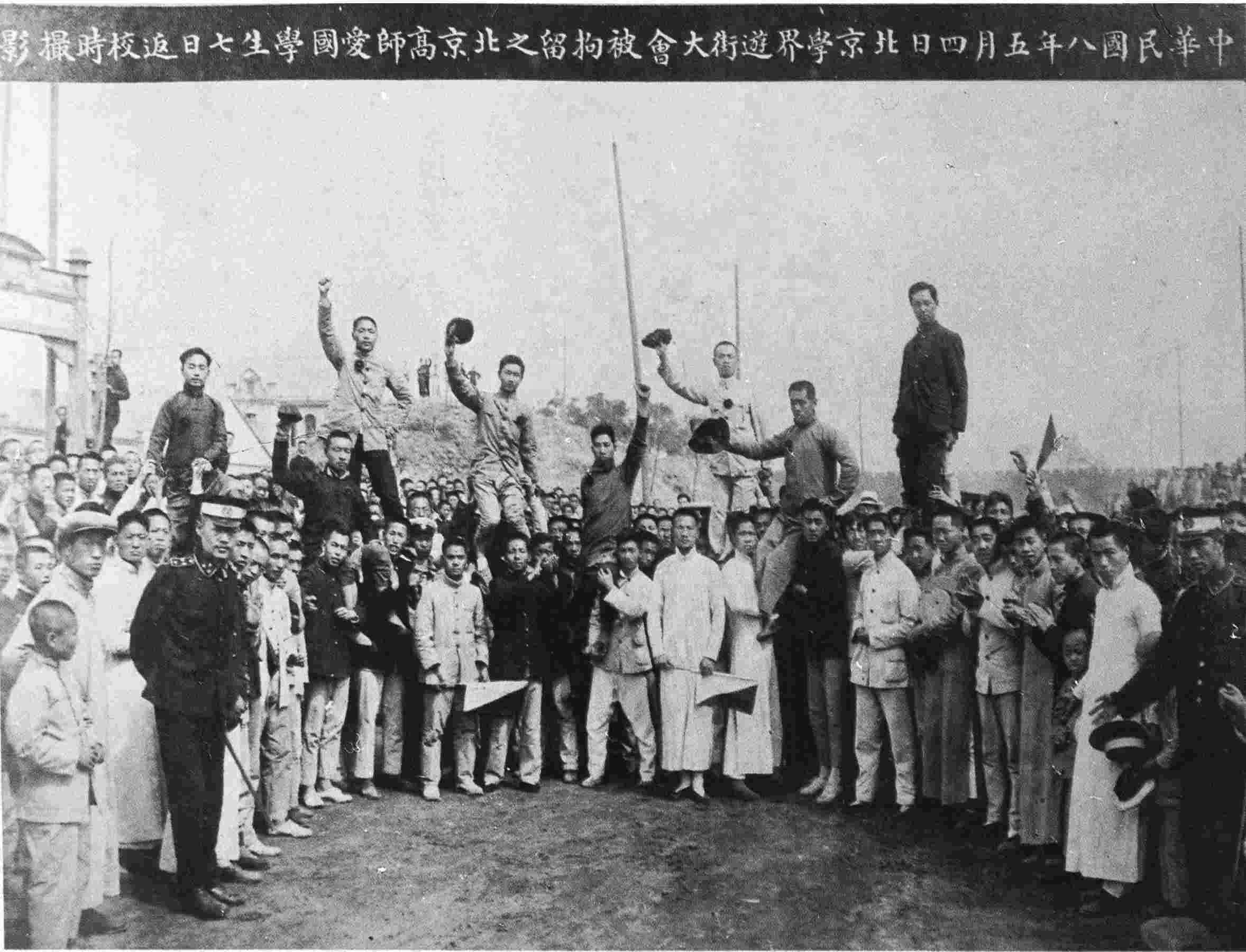
“五四游行被拘留之北京高师学生七日保釋返校”

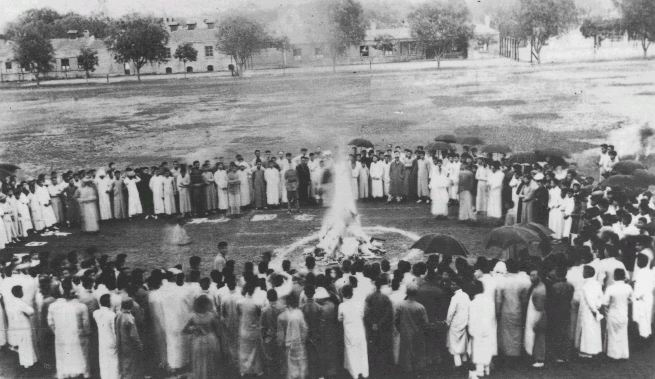
五四运动时期清華學生在體育館前焚燒日貨

北京政府方面態度嚴厲。5月6日，總統徐世昌下令警察恢復秩序，“倘再有借名糾眾，擾亂秩序，不服彈壓者，著即依法逮捕懲辦，勿稍疏弛”。5月7日驅散社會團體的國恥日紀念活動。5月8日，訓誡教育部，要其整飭學校。5月10日，學生提訊。5月14日，下令將用軍力來鎮壓學生運動。5月18日，日本公使向外交部抗議，要求禁止学生的反日活動，日本军舰集中于天津、上海、南京等港口游弋，施加武力威脅。5月23日取消多種學生及社會刊物，5月25日，教育部下令學生3日内復課。
學生方面寸步不讓，各校校方在短暫調停之後也與政府對立。5月5日，北京各校開會，重申要求。14所院校校長開會，著手爭取被捕學生的釋放，也勸告學生保持冷靜。5月6日，成立北京学生联合会。9日，北大校長蔡元培辭職，11日，教育總長傅增湘辭職，多所學校校長紛紛辭職。北京教职员联合会随之成立。被捕學生向法庭提交言辭激烈之聲明。罷課開始是各校自行其是，到5月18日，學生聯合會決定全體罷課，上書總統，發表公開宣言，提出六點要求：不可簽字山東條約、懲辦曹章陸、挽回蔡傅、撤銷對學生壓力、抗議日本留學生被捕、重啓南北和談。5月21日，總理錢能訓回復，模棱兩可地表示會“鄭重進行”之意，隨後有更多高壓手段。學生進一步加强組織，設立義勇團、講演團、各校自治十人團。學生運動從大規模集會轉向多樣化小型街頭集會，發表演講，鼓勵抵制日貨。
五四運動得到全國各界支持，影響了22個以上省份的200多個大小城市。大中院校的學生迅速響應，游行、示威、罷課、成立學生聯合會，6月16日在上海成立全國性的中華民國學生聯合會。全國的報紙、社會團體、工商團體紛紛表示支持學生。各方政治力量也都表示支持學生，南方政府、孫中山發表言辭激烈的聲明，一些軍閥、康有爲等也表示支持和同情學生。

### 六三運動

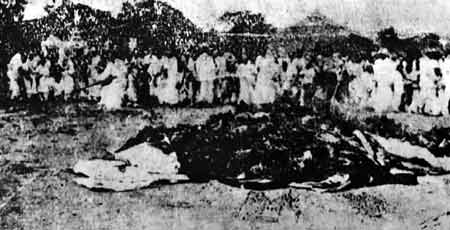
揚州群眾火燒日貨支援學生

6月3日，北京大逮捕，引發上海罷市罷工浪潮，進而擴展到全國，運動進入一個更激烈更廣泛的階段，這既是五四運動的一部分，也可以單獨稱作六三運動。
6月1日，總統徐世昌下令北京戒嚴，2號逮捕7名學生，學生非常憤怒，出動更多的人上街，3號逮捕400餘人，4號逮捕700餘人，政府不得不徵用校舍作爲拘留所，學生出動更多的人在街頭演講，做好了被捕的準備。1000余名女学生在总统府游行請願，教師及社會各界紛紛伸出援手，去監獄慰問，送去食物。6月11日陳獨秀在街頭散發他寫的《北京市民宣言》被捕，後來9月16日方獲保釋出獄。
5月下旬，上海學生與商人、工人積極聯絡，使得運動的參與面擴大了，成爲運動的新的中心。5月31日，上海爲在5月7日因傷去世的北大學生郭欽光舉辦追悼會，有10萬名學生和市民參加。6月3日，北京大逮捕開始之後，上海學生與工商界領袖開會，並一家一家地走訪商店，懇請支持。6月5日，上海大罷市開始，包括租界的商店也統統關門。上海工人也開始罷工，參加人數估計6萬到10萬以上。6月5日，上海各界成立“全國各界聯合會”，亦稱“工商學報聯合會”。此後罷工罷市浪潮擴散到全國。

### 政府妥協
在全國各界的壓力下，北京政府終於後退。6月5日，軍警從校園撤退，6月9日，曹汝霖、章宗祥、陸宗輿辭職，總統徐世昌提出辭職但沒有被接受，6月13日，總理錢能訓辭職，6月12號，各地的罷工罷市開始停止。
6月24日，政府通知巴黎和會中國代表團，改變此前要簽約的指示，讓他們自行決定是否簽約。全國各界各方前後給代表團發了7000多封電報，强烈要求不可簽約，巴黎華僑也組織游行示威强烈要求不可簽約。對德《凡爾賽條約》中也包括廢除中德不平等條約的條款，這是中國想要的。代表團跟和會溝通，看是否能簽約但注明保留意見，不承認轉讓山東權益給日本相關條款，和會不允許，一直抗爭到最後無果。最後，6月28日簽約日，代表團拒絕在《凡爾賽和約》上簽字。

## 影響

### 山東問題後續
中國沒有簽署對德《凡爾賽條約》，到1919年9月15日方正式宣佈終止與德國的戰爭狀態。後來與德國單獨談判，於1921年5月20日簽署《中德協約》，德國共和政府放棄《中德胶澳租借条约》所獲一切權益，包括膠澳租借地。
1921年11月11日，美英法日中等九個一戰戰胜國在華盛頓舉行華盛頓會議。在美國的調停下，1922年2月4日，中日簽訂《解決山東懸案條約》，將膠澳租借地交還中國，膠濟鐵路交還中國，所駐日軍撤離，等等。2月6日，九國簽訂《關於中國事件應適用各原則及政策之條約》，又稱《九國公約》，聲明"尊重中國之主權與獨立，及領土與行政之完整”，“適用在中國之門戶開放，或各國商務實業機會均等之原則”等。
這是中國的一個外交勝利，至此，山東問題算是比較圓滿地解決。

### 新文化運動的發展與分化
五四運動大大促進了新文化運動的蓬勃發展。
- 出版：在五四以後的半年内，湧現出約400種白話文新刊物，許多舊雜志也改爲白話文，介紹西方思想。新書和翻譯大幅增長，商務印書館發行的書翻了一番，從1919年的602種到1920年的1284種。

- 社團：成立各種團體、組織，五花八門、不勝枚舉。各種演講到處都有。許多知識界的名人訪華，到各地訪問演講，比如杜威1919-1921、羅素1920-1921、泰戈爾1923年訪華，等等。

- 文學：五四運動開創了中國文學新時代。五四以後，中國出現了大小40多個文藝社團，如文學研究會和創造社，出現了大批白話文文學家，如魯迅、茅盾、葉聖陶、郭沫若、郁達夫、鄭振鐸等。

- 教育：1920年1月12日，教育部決定在小學國文教學用白話文取代文言文。1921年10月，北京政府頒布了《學校系統改革案》（壬戊學制），小學六年，初中四年，高中兩年，大學四至六年，以美國為藍本。出現平民夜校。

- 藝術：出國學畫的人逐漸增加，許多美術院校相繼成立，油畫得到推廣，湧現出許多畫家，以四大校長，即顏文樑、劉海粟、徐悲鴻、林風眠的影響最大，還有方幹民、吳大羽、衛天霖等人。

- 婦女運動：婦女運動進一步發展，1920年初，北京大學、南京高等師範、嶺南大學開放女禁，開始招收女生。女性就業機會增加，自由婚姻更加普遍，節育的思想傳入中國等等。

新文化運動在發展的同時也開始分化。五四運動剛結束，7月份，胡適和李大釗就因爲“問題和主義”而辯論起來，陳獨秀和一些《新青年》的同仁因爲是否談政治產生分歧，最後陳獨秀把《新青年》變成了共產黨的機關刊物，胡適等人另辦了《努力周刊》，正式分了家。1922年知識分子們關於非基督教運動又有一次爭論。此後各人愈行愈遠。大致上，一派是堅持非政治化的自由主義者，堅持民主、自由，如胡適、傅斯年，這是少數派；另一派是參與政治的左傾人士，這裏面又大致分兩派，一派後來轉向共產黨，如陳獨秀、李大釗，另一派轉向國民黨，如吳稚暉。
五四運動大大增強了中國社會的反傳統思潮，杜威在1921年這麽評論說：“世界上似乎沒有一個像中國那樣的國家，學生如此一致和熱切地追求現代和新的思想觀念，特別是關於社會和經濟方面的思想觀念。同時也很少見到一個國家像中國一樣，有些辯論本來可以用來維護既成秩序和現狀的，卻一點也不被重視，事實上，完全沒有用來做辯護”。但相對堅持傳統的思想仍然還是存在，比如蔣介石、梁啟超、梁漱溟。

### 學潮、工會與商會[95]
五四以後，學潮成為中國的一大難題和主要的政治和社會問題之一，難以枚舉。一項調查表明，1922年中國發生125次教育界大騷亂。學生也成立了很多學生組織，活動更加多樣化、社會化、政治化。自由主義者表達希望學生回校學習，左傾主義者則積極鼓勵學生運動。
五四以後，現代工會開始發展起來，罷工也增加了，到1925年發展為五卅運動。中國共產黨成立以後積極參與工人的運動。
五四以後，大城市中的商人們開始以各種方式組織起來。比如在上海，他們建立起馬路商界聯合會，成為上海最有影響的組織之一。

### 直皖戰爭與北伐
五四運動影響了中國的政治勢力的平衡。它削弱了段祺瑞的力量，1920年7月北方军阀爆發直皖戰爭，皖系段祺瑞下臺，直系上臺。
後來的國民黨、共產黨都積極吸納參加過五四的學生，毛澤東這麽評價五四與北伐：“很明顯，沒有五四運動，第一次大革命是沒有可能的。五四運動的的確給第一次大革命準備了輿論，準備了人心，準備了思想，準備了幹部。”

### 馬克思主義與共產黨
五四之前，傳入中國的社會主義思想不少，比如無政府主義、馬克思主義、基爾特社會主義，五四以後成為一股熱潮。12月，社會主義研究會在北大成立，陳獨秀、李大釗、毛澤東、周恩來都是成員，各地都有類似的組織。1920年3月，北京大学学生邓中夏、刘仁静等成立马克思学说研究会。五四的時候最流行的社會主義思想是無政府主義，中國共產黨成立以後漸漸被排擠、衰落。
五四運動引起了蘇聯的注意，認爲這爲馬列主義在中國的發展提供了機會，1920年4月，共產國際派遣維經斯基來到中國，先後認識了李大釗和陳獨秀，帮助成立了上海和廣東等地的共产主义小组，1921年6月3日，馬林來到中國，他發起並主持了中國共產黨一大。參加過五四的青年學生成為共產黨成員的重要來源。

### 非基運動與反帝運動
在五四之後日益濃重的政治氣氛中，出現了非基督教運動和反帝運動，蘇聯帶領中國共產黨策劃並發動了這兩項運動，許多參加五四運動的學生和知識分子積極地參與。
反對基督教的思想在中國一直就存在，義和團運動就是一次大爆發，但此後進入一個比較寬容發展的時期，孫中山、宋教仁都是基督徒，基督教青年會、中國内地會等發展很快，國語的和合本聖經1919年翻譯出版，世界基督教學生同盟第11次大會於1922年4月4日在北京舉行。
五四之後共產國際帶領中國共產黨發起了有組織的非基督教運動，得到青年和知識分子的熱烈回應。時任共產國際在華工作全權代表的俄國人利金，擬定了反對基督教運動之計劃。一些青年學生在上海社會主義青年團（中國共產主義青年團前身）的倡議和領導下，於1922年3月4日成立非基督教學生同盟，設立章程，規定同盟以反對基督教為宗旨，並於3月9日在社會主義青年團機關報《先驅》第四期發表特刊，發布《非基督教學生同盟宣言》及其通電，號召全國學生，起來反對將於4月4日召開的世界基督教學生同盟大会。
新文化運動的主要人物大多不信基督教，在五四之前許多對宗教持溫和與學術性的批評態度，如陳獨秀，李大釗、蔡元培。五四以後，新文化運動的知識分子逐漸分成兩派，其中一派受蘇聯影響，積極參與非基督教運動，對基督教發起嚴厲的批判，與幾年前的溫和批評相去甚遠。1922年3月21日李大釗、蔡元培、陳獨秀等77人發表《北京各學校非宗教同人霰電》，4月4日，李大釗、陳獨秀、蔡元培等12人發表《非宗教宣言》；3月31日，周作人等5人則發表《主張信教自由宣言》，此後雙方公開辯論若干回合。
五四的宗旨是反日，不是廣義的反帝。反對帝國主義是列寧主義的重要部分，五四以後在蘇聯的推動下，國內左傾政治思想和民族主義思想不斷發展，推動了反帝運動的發展。前述1922年3月的《非基督教同學同盟宣言》，反對基督教的理由就是因爲它幫助“資本主義”“掠奪我國經濟”，就是反帝的意思。1923年7月13日，中國學生聯合會、全國總工會、全國商業聯合會等組織在北京成立“反帝國主義大同盟”。此後成爲中國政治活動的重要組成部分。極少數自由主義學者如胡適并不認同將西方國家都歸爲掠奪中國的帝國主義。

## 評價
- 毛澤東：[125]
  - 五四运动是反帝国主义的运动，又是反封建的运动。五四运动的杰出的历史意义，在于它带着为辛亥革命还不曾有的姿态，这就是彻底地不妥协地反帝国主义和彻底地不妥协地反封建主义。
  - 五四运动是在当时世界革命号召之下，是在俄国革命号召之下，是在列宁号召之下发生的。五四运动是当时无产阶级世界革命的一部分。
  - 五四运动是在思想上和干部上准备了一九二一年中国共产党的成立，又准备了五卅运动和北伐战争。
  - 在中国文化战线或思想战线上，五四以前和五四以后，构成了两个不同的历史时期。
在五四以前，中国的新文化，是旧民主主义性质的文化，属于世界资产阶级的资本主义的文化革命的一部分。在五四以后，中国的新文化，却是新民主主义性质的文化，属于世界无产阶级的社会主义的文化革命的一部分。
在五四以前，中国的新文化运动，中国的文化革命，是资产阶级领导的，他们还有领导作用。在五四以后，这个阶级的文化思想却比较它的政治上的东西还要落后，就绝无领导作用，至多在革命时期在一定程度上充当一个盟员，至于盟长资格，就不得不落在无产阶级文化思想的肩上。
  - 五四运动标志着中国无产阶级开始登上政治舞台，成为中国的革命领导力量，马克思列宁主义逐步成为革命的指导思想，中国革命从旧民主主义革命进入到新民主主义革命的阶段。[126]

- 蔣介石：
  - 我們試看當時所謂新文化運動，究竟是指什麼？就當時一般實際情形來觀察，我們實在看不出他具體的內容。是不是提倡白話文就是新文化運動？是不是零星介紹一些西洋文藝就是新文化運動？是不是推翻禮教否定本國歷史就是新文化運動？是不是祇求解放自身不顧國家社會，就是新文化運動？是不是打破一切紀律，擴張個人自由就是新文化運動？是不是盲目崇拜外國，毫無抉擇的介紹和接受外來文化，就是新文化運動？如果是這樣，那我們所要的新文化，實在是太幼稚太便易，而且是太危險了！老實說：當時除了白話文對於文學與思想工具略有所貢獻以外，其他簡直無所謂新文化。當時所有的新文化運動在他所標揭的「民主」與「科學」兩大目標來說，其本身簡直是完全失敗！不僅失敗，而且將我們中國固有高尚的民族道德與倫理哲學，完全鄙棄，由是不三不四的思想與各種異端邪說，一齊傳布出來，反而使中國真正的文化，有陷於無形消滅的危險！[127]
  - 日本帝國主義者初則利用袁世凱帝制自為的野心，提出所謂「二十一條」，繼又迎合北洋派的武力政策，成立政治借款，更締結所謂「中日軍事協議」，向中國的領土進兵。日軍復擅自攻取青島，並要求繼承德國在山東的路礦權利。這些國恥，違背我國民的希望，侮辱我國民的自信，激起我國民強烈的革命要求。五四運動就是這種要求最鮮明的表現。在國民強烈的革命要求之下，軍閥官僚的政治，只有沒落的一途。[128]
  - 五四以後，自由主義與共產主義的思想，流行國內。他們對於中國文化，都是只求其變而不知其常的。他們對於西洋文化，都是只仿其形跡，而不求其精義以裨益中國的國計民生的。致使一般文人學子，喪失了自尊與自信。...他們的思想和主張，在客觀上是與我民族的心理和性情，根本不能相應的；而在主觀上更並無什麽根，不過是人雲亦雲。...其結果他們的效用，不過使中國的文化陷溺於支離破碎的風氣。在這種風氣之下，帝國主義者文化侵略纔易於實施。這真是文化侵略最大的危機，和民族精神最大的隱患。[128]

- 胡適：[129]
  - 五四運動完成了兩項偉大的政治收穫：第一，便是在全國輿論譴責之下，北京政府把三位知名的親日高級官員撤職；第二，便是由於全國學生的强烈抗議和中國在巴黎留學生的强烈反對，中國參加巴黎和會的代表團不敢在巴黎和約上簽字，因此使所謂‘山東問題’能夠在（1921年召開的）‘華盛頓會議’得以重開談判而獲得解決。
  - 从我们所说的‘中国文艺复兴’这个文化运动的观点来看，那项由北京学生所发动的而为全国人民一致支持的、在1919年所发生的五四运动，实是这整个文化运动中的一项历史性的政治干扰。它把一个文化运动转变成一个政治运动。...這項學生自發的愛國運動的成功，中國的政黨因此頗受啓發。他們覺察到觀念可以變成武器，學生群衆可以形成一種政治力量。...1919年以後，國共兩黨的領袖們，乃至梁啓超所領導的原自進步黨所分裂出來的研究係，都認識到吸收青年學生為新政治力量的可能性而寄以希望。...當時所有的政黨都想爭取青年知識分子的支持，其結果便弄得‘知識界裏’人人對政治都發生了興趣。因此使我一直做超政治構想的文化運動和文學改良運動的影響也就被大大地削減了。
- 顾颉刚：[130]
  - 八年前的五四運動，大家稱為新文化運動。但這是只有幾個教員學生（就是以前的士大夫階級）做工作，這運動是浮面。到現在，新文化運動並未成功，而呼聲則早已沉寂了。我們的使命，就在繼續聲呼，在聖賢文化之外解放出民眾文化；從民眾文化的解放，使得民眾覺悟到自身的地位，發生享受文化的要求，把以前不自覺的創造的文化更經一番自覺的修改與進展，向着新生活的目標而猛進。能夠這樣，將來新文化運動就由全民眾自己起來運動，自然蔚成極大的勢力，而有徹底成功的一天了。

- 李澤厚：[14]
  - 五四運動包含兩個性質不相同的運動：一個是新文化運動，一個是學生愛國反帝運動。關於五四運動應否包括新文化運動，歷來有不同看法，本文同意二者有極密切聯繫而視爲一體。
  - 以專注於文化批判始，仍然復歸到政治鬥爭終。啓蒙的主題、科學民主的主題，又一次與救亡、愛國相碰撞、糾纏、同步。中國近現代歷史總是這樣。不同於以前的是，這次即同步又碰撞帶來了較長時期的複雜關係。
  - 儘管新文化運動的自我意識並非政治、而是文化，但從一開頭，其中便明確包含著或暗中潛埋著政治的因素和要素。這種以啓蒙爲目標、以批判舊傳統爲特色的新文化運動，在適當條件下遇上批判舊政權的政治運動時，兩者便極易一拍即合、彼此支援，而造成浩大的聲勢。五四運動正是這樣。啓蒙性的新文化運動開展不久，就碰上了救亡性的反帝政治運動，二者很快合流在一起了。
  - 啓蒙沒有立刻被救亡所淹沒；相反，在一個短暫時期内，啓蒙借救亡運動而聲勢大張，不脛而走。啓蒙又反過來給救亡提供了思想、人才和隊伍。
  - 五四時期啓蒙與救亡并行不悖相得益彰的局面并沒有延續多久，時代的危亡局勢和劇烈的現實鬥爭，迫使政治救亡的主題又一次壓倒了思想啓蒙的主題。救亡的局勢、國家的利益、人民的飢餓痛苦，壓倒了一切，壓倒了知識者或知識群對自由、平等、民主、民權和各種美妙理想的追求和需要，壓倒了對個體尊嚴、個體權利的注視和尊重。
  - 五四之後，除了接受馬克思列寧主義參加救亡-革命這條道路以外，另一條繼續從事教育、科學、文化等工作的啓蒙方面，也應該得到積極的評價。
  - 四人幫倒臺以後，“人的發現”、“人的覺醒”、“人的哲學”的呐喊又聲震一時。五四的啓蒙要求、科學與民主、人權和真理，似乎仍然具有那麽大的吸引力量而重新被人發現和呼籲，“拿來主義”甚至“全盤西化”又一次被提出來。這不是悲哀滑稽的歷史惡作劇麽？繞了一個圈，過了七十年，提出了同樣的課題？

- 石齊平：[131]
  - 根據英國科技史學者李約瑟的研究，在文藝復興前，中國的科技從來就是領先全球的。但李約瑟未能解釋何以中國會先盛後衰，我的解讀是兩個原因：自漢以下的「獨尊儒術」，加上隋唐以下的「科舉取士」，兩者一結合，就使得中國幾乎所有讀書人一輩子皓首窮經，再也無暇鑽研天下其他學問了。所幸，這兩套約束先後在20世紀初獲得解除。清末1905年廢科舉，民初1919年五四運動重新認識科學，自此以後，中國原本的科技力獲得釋放。民國時期大師輩出，改革開放以來科技領域頻放異彩，此之故也。這一點，西方人不懂，中國人自己也多未懂，但慢慢會懂。

## 重要參與者

### 學生
北京
- 方豪，浙江金华人。北京大學學生，北京学生联合会及其后的中华民国学生联合会的首任主席。後在安徽、浙江等地長期從事教育工作。
- 羅家倫，浙江紹興人，字志希。北京大學學生，《北京學界全體宣言》起草人。倡導新文化運動、白話文運動。五四後留學海外，後來擔任過國立中央大學校長、清華大學校長（1928年9月18日就职）。逝世於台北。
- 段錫朋，江西永新人，字書貽。北京大學學生會會長、北京中等以上學校學生聯合會會長、中华民国学生联合会會長。逝世於上海。
- 王自治，甘肅正寧人，字立轩。北京大学學生，繼段錫朋之後任北京學生聯合會會長。后長期在甘肅省任職，並從事教育工作，曾任甘肃学院（今蘭州大學前身）院長。曾參加中國國民黨。1949年后留在中國大陸，加入中國國民黨革命委員會。
- 張國燾，江西萍鄉人。北京大學學生，北京學生聯合會講演部部長。後參與創建中國共產黨，是中國共產黨第一次全國代表大會代表。後來因與王明等人產生矛盾而借機出逃。最後逝世於加拿大。
- 傅斯年，山東聊城人，字孟真。北京大學學生，五四遊行總指揮。五四後遊學柏林、倫敦等地。歸國後致力於學術研究，創立中央研究院歷史語言研究所。並曾任台灣大學校長。逝世於台北。
- 邓中夏，湖南宜章人。北京大學學生，北京学生联合会总务干事，参与火烧赵家楼行动。后成爲中國共産黨創始人之一，長期擔任中共高級領導人。被中國國民黨逮捕后殺害于南京。
- 許德珩，江西九江人。北京大學學生。后創立九三學社，任主席。曾任全國人大常委會副委員長。病逝於北京。
- 匡互生，湖南邵陽人，北京高等师范学校學生，首位冲进曹汝霖家者，也是火烧赵家楼的点火者。后为教育家。
- 易克嶷，北京大學學生。
- 夏秀峰，湖南新宁人，北京高等工业专科学校學生，北京高等工业专科学校学生代表，1919年5月2日在北京大学西斋饭厅会议上写血书。后为湖南省人民政府委员。
- 谢绍敏，贵州赤水人，北京大學學生，1919年5月3日在北京大学法科礼堂召开的大会上写血书“还我青岛”。
- 罗章龙，湖南浏阳人，北京大學學生。后成爲中國共産黨高級領導人。
- 高君宇，山西静乐人，北京大學學生。后成爲中國共産黨高級領導人。
- 罗隆基，江西安福人，清華学校學生。后為中國民主同盟主要領導人之一。
- 王造时，江西安福人，清華学校學生。清华学校学生评议会主席（清华学校学生运动的领导机构）。清华学校学生代表团成员，清华学校学生会第一任会长。曾经两次被捕（一次是在东安市场散发传单，一次是去向政府请愿）。
- 罗發祖，湖北宜昌人，清華学校學生。在六三運動後，被委派作為清華代表出席全國學生聯合會在上海成立大會。
- 陈长桐，清華学校學生。
- 何浩若，清華学校學生。后加入中國國民黨，曾擔任黃埔軍校政治教官，創辦中央日報。逝于臺灣。
- 聞一多，湖北蕲水（今浠水县）人。清華学校學生。中华民国学生联合会清华学校代表。后為诗人，学者，曾任西南聯大教授。被暗殺于昆明。
- 瞿秋白，江蘇常州人，後來曾兩度擔任中國共產黨最高領導人。
- 鄭振鐸，原籍福建省长乐县，生于浙江省永嘉县（今温州市）。铁路专科学校代表。作家。
- 耿济之，上海人，与瞿秋白同为俄专代表。翻译家，俄罗斯文学研究家，外交家。文学研究会重要创始人之一。与郑振铎同为《国际歌》的最早译者。

天津
- 楊興亞，天津學生聯合會總代表。
- 張太雷，江蘇常州人，北洋大學學生，天津學生聯合會評議部部長。後來領導了中國共產黨的廣州起義。但在起義中被暗殺。
- 于方舟，直隸寧河人，原名蘭渚，又名芳洲。直隶省立第一中学學生，天津各界联合会学生代表。后為中共天津市委创始人之一，1928年去世。
- 馬駿，黑龙江省宁安人。又名天安，字遹泉，号淮台。回族。天津學生聯合會副主席。后為中國共產黨早期領導人。
- 孙越崎，北洋大学学生会会长，学生代表
- 周恩來，南開中学學生，天津覺悟社領導人。後來成為中國共產黨重要領導人，曾長期擔任中華人民共和國國務院總理。
- 谌志笃
- 沙主培

山东省
- 张文英，山东省桓台县人，本名姬文，字文英，汉族。五四運動時期的山东省學生聯合會主席以及留日學生救國團領袖，中國民主社會黨領袖之一。曾擔任天津永大和久利執行與總務主任二十三年，立項並支持研發出了侯氏鹼法。

上海
- 何葆仁，復旦大學學生，上海學生聯合會主席。
- 周明栋，同濟大學學生，上海學生聯合會調查科主任，同濟學生代表。

武昌
- 陳潭秋，湖北黄冈人，原名澄，字云先。中共创始人之一。

### 知識分子
- 梁啟超，中國近代思想家、政治家、革命家、民主（国士）維新人物。
- 林長民，國民外交協會理事。
- 魯迅， 中國近現代思想家、作家。
- 蔡元培，民主主義革命家和教育家，北京大學時任校長。
- 李大釗，畢業於北洋法政專門學校，曾留學日本早稻田大學，後任北京大學圖書館主任，北京大學教授，中國共產黨創始人之一。
- 陳獨秀，新文化運動的倡導者之一，中國共產黨的創始人和早期的主要領導人之一，首任中共中央總書記。
- 胡適，中國近代學者、詩人、歷史家、文學家、思想家。因提倡文學革命而成為新文化運動的領袖之一。
- 朱家驊，柏林大學博士，中國教育家，地質學家、學者，北京大學時最年輕的地質學教授、德語系主任。

### 相關團體
北京
- 歐美同學會：會長蔡元培、會員朱家骅、胡适等。
- 国民外交协会：1919年2月16日，由北京各界各团体联合组成的国民外交协会在熊希龄宅开成立大会，推举熊希龄、汪大燮、梁启超、林长民、范源濂、蔡元培、王宠惠、严修、张謇、庄蕴宽十人为理事。北京大学英语专业学生张庭济担任英文翻译。21日，该会通电发表七点外交主张：“一、促进国际联盟之实行；二、撤废势力范围并订定实行方法；三、废弃一切不平等条约及以威迫利诱或秘密缔结之条约、合同及其他国际文件；四、定期撤去领事裁判权；五、力争关税自由；六、取消庚子赔款余额；七、收回租界地域，改为公共通商。”
- 少年中國學會：一些不滿現狀、主張社會改造的青年組成。根據馬志尼在西方創造「少年意大利」創建。1918年6月30日發起，7月1日正式成立。發起人是王光祈、周太玄、李大釗、陳愚生、曾琦、雷寶菁、張夢九。王光祈是學會初期的主要負責人。學會存在達六年之久，先後入學會的有120多人。總會設在北京，在南京和成都設有分會，國內許多省份都有它的會員。在國外，旅居法國的會員最多。刊物：《少年中國》、《少年世界》和《星期日》。1925年五卅運動興起後，學會分裂，無形解散，停止活動。
- 新潮社：《新潮》（英文名稱是Renaissance，即「文藝復興」之意）以「反對舊道德，提倡新道德；反對舊文學，提倡新文學」為口號，與當時的《新青年》雜誌相呼應。它是北大學生組織的一個社團，主要發起人是傅斯年、羅家倫。該社1918年11月19日開始成立，19年元旦創刊《新潮》月刊，1920年8月15日正式改成學會。成立時會員21人，1919年底發展到37人。「五四」後不久，傅、羅先後出國留學，新潮社即停止活動。
- 北京大學平民教育講演團：北大學生組織的一個社會團，主要發起人是鄧中夏、廖書倉等。1919年3月成立，1925年結束活動，會同曾發展到六七十人。
- 馬克思學說研究會：北京大學學生高崇煥、鄧中夏等十九人發起。
- 民治主義同志會：1922年春天，由北京大學九個學生發起的。這九個人是王汝（後改名崑崙）、傅汝霖、鍾汝中（後改名天心）、陳兆彬（後改名君樸）、鄒德高（明初）、陳銘德、譚克敏、袁世斌、姜紹謨等。
- 實踐社：發起人李壽雍、許孝炎、鄧文（火軍）等。除鄧文於1926年同李大釗先生一同遇難外，其成員大部分均傾向於支持國民政府。
- 興中學會：發起人童冠賢、王次甫、王禮錫等。此派以不左不右自命，後來王次甫加入新政學系，童冠賢則在蔣戰敗時，「人棄我取」地當上了政府的立法院長。學會經費由商震供給。
- 國民會議促成會：1925年5月1日在北京成立。

上海
- 國民社：1918年5月，中國留學生因反對《中日共同防敵軍事協定》罷學歸國後，在上海成立了學生救國團。1918年10月20日在北京成立國民社，1919年1月創刊《國民》雜誌。國民社得到蔡元培、李大釗等的支持，團結了許多具有愛國思想的青年知識分子，會員近200名。

天津
- 觉悟社：為打破天津男女學生的組織分開局面，1919年9月16日創建。當時社員有21人，男女各半。其中包括周恩來、鄧穎超、郭隆真、馬駿、劉清揚、张若名、諶志篤等。這個組織比較嚴密，對外廢除姓名，發展新社員必須有三名以上社員介紹，由全體社員討論決定，他們用抓鬮辦法決定每人的代號，周恩來就是「伍豪」；鄧穎超就是「逸豪」。1920年1月該社創刊《覺悟》，其中周恩來撰寫《覺悟的宣言》等。後來周恩來、郭隆真等因領導學生運動被捕，覺悟社轉地下。

广州
- 孫文主義大同盟： 1927年1月26日廣州成立，後改名孫文主義學會，因黃埔軍校組織反共的孫文主義學會，又改為中山主義大同盟。 這個同盟是由八個青年發起的，即郭春濤、鄧飛黃、李誠之、於振瀛、李世軍、延國符、廖維藩、王炳鈞，後來加入者有王立哉、范予遂、黃少谷（湖南人）等二百餘人，後大部成員入汪精衛的改組派，並服務馮玉祥。

湖南
- 新民學會：共產黨早期組織，1918年4月14日成立時，1920年底70餘人。發起人毛澤東、蔡和森，包括李維漢、向警予、蔡暢、謝覺哉等。起初，「以革新學術，砥礪品行，改良人心風俗為宗旨」。1920年5月，毛澤東在上海半淞園主持在滬會員會議，討論確定學會的態度是「潛在切實，不務虛榮，不出風頭」。7月，旅居法國的會員在蒙塔爾集會，議定學會方針為「改造中國與世界"，中國共產黨正式建立後，新民學會便逐漸停止了活動。

四川
- 誠學會： 是四川學生鄒附初、陳銘德、鄭獻徵等所組織，是企圖插手四川政局的地方性組織。大部分是民治主義同志會會員，與四川軍閥劉湘等有聯繫。

## 延伸
- 中華人民共和國紀念五四活動
  - 紀念五四：五四紀念館
  - 紀念五四運動八十週年專題：人民網（页面存档备份，存于）、南方網（页面存档备份，存于）
  - 纪念五四运动九十周年专题：中国共青团（页面存档备份，存于）
  - 北京学生在八九民运期间纪念五四運動，并发表《新五四宣言》

- 中华民国纪念五四活动
  - 時任中华民国总统马英九认为“五四運動期間推動的『德先生』與『賽先生』，即使對於現今社會仍極具歷史意義，形成數十年後知識份子的奮鬥目標與社會改革方向。”“年輕學子不應被絕對真理或終極教條所左右，應培養自身獨立判斷思考與解決問題的實力，總統認為這象徵著五四時代最重要的啟蒙精神，相信這也將有助深化台灣民主經驗的內涵，讓我們的社會尊崇追求真實且不媚俗的精神。”“台灣以累积半世纪的民主经验，做出第二次的政党轮替，可以很自豪的说自己是一个真正自由民主的国家，也就是在五四所提倡的民主方面，交出第一张成绩单。总统认为这不只对台湾，对整个华人世界都有很重要的意义。”[132]
- 紀念五四大事
  - 2005年，兩岸四地大學生匯聚澳門紀念「五四」運動
- 五四青年節：1949年政務院正式宣佈5月4日為中國青年節（中華人民共和國）
- 文藝節 （中華民國）
- 五四精神：繼承五四運動及其思想的內在精神
- 五四事件：五四運動別稱，特指五四當天的遊行示威活動
- 五四紀念
- 五四主義：五四泛化精神
- 五四派：以五四為指導思想的青年派別
- 五四文學
- 五四藝術
- 五四美術
- 五四音樂
- 青岛五四廣場
- 五四中學
- 五四街
- 五四路
- 五四紀念館：北京、天津、上海均有設立實地紀念館，同時亦有設立網上紀念館
- 五四青年獎：共青團中央和全國青聯於1997年1月23日設立
- 五九國恥：五四運動的次要原因，最主要的原因是北洋政府所妥協的「二十一條」

### 其他以「五四」為名的事件
1980年代的新五四运动（New May Fourth Movement），當時稱為就是新古诗运动（Neo-classical Poetry Movement），由范光陵博士（Dr. Fan Kuanling）等主张新古诗运动，主要提倡新古诗运动、诗意油画、与四位先生打一桌牌，即德先生、赛先生、诚信先生（又名良心）、礼义先生（又名孝经）。
2014年，由中華民國的新黨所提出的新五四運動，以發揚五四精神、捍衛民主與法治為號召，呼籲國人手持國旗走上凱達格蘭大道，一同譴責近日來太陽花運動以及426凱道反核的行動。根據警政署的統計，截至當日下午2點20分左右，約有1萬餘人參與。張安樂、王炳忠以及正逢母喪的馬以南、馬冰如皆有參與。
2018年，台大自主行動聯盟發起新五四運動反對政府引發的校長遴選事件。

## 外部連結
- 張灝：〈重訪五四──論五四思想的兩歧性〉（页面存档备份，存于）（1999）
- 張灝：〈五四與中共革命：中國現代思想史上的激化（页面存档备份，存于）〉
- 王汎森：〈五四運動與生活世界的變化（页面存档备份，存于）〉。
- 王汎森：〈思想史与生活史的联系——“五四”研究的若干思考（页面存档备份，存于）〉。
- 罗志田：〈走向“政治解决”的“中国文艺复兴”──五四前后思想文化运动与政治运动的关系（页面存档备份，存于）〉。
- 羅志田：〈歷史創造者對歷史的再創造——修改「五四」歷史記憶的一次嘗試〉（页面存档备份，存于）（2004）
- 孫隆基：〈公元1919年──有關「五四」的四種不同的故事 （页面存档备份，存于）〉。
- 丘為君：〈革命與國家的想像─—《甲寅雜誌》、《新青年》與五四啟蒙運動（页面存档备份，存于）〉。
- 陳方正：〈論啟蒙與傳統的關係——五四與日本啟蒙運動的反思〉（页面存档备份，存于）（1999）
- 王晴佳：〈五四運動在西方中國研究中的式微？〉（页面存档备份，存于）（2009）
- 汪晖：文化与政治的变奏－－战争、革命与1910年代的“思想战”
- 胡適：再談“五四”運動（页面存档备份，存于）
- 李敖談五四
- 羅章龍：五四運動和馬克思學說研究會
- 謝選駿：反傳統主義的七十年
- 周展安：二十世纪中国的文化与政治——以“五四”为场域的反思
- 回憶五四
- 李大釗——五四運動的總司令（页面存档备份，存于）
- 五四先驅--陳獨秀
- 五四運動紅色領袖正年輕（附圖）
- 復旦學生在五四運動中
- 五四運動八十週年感言
- 我參與了五四運動－梁實秋（页面存档备份，存于）
- 人民日報：紀念五四運動八十週年（页面存档备份，存于）
- 陳獨秀與五四運動（页面存档备份，存于）
- 五四詩歌
- 五四運動前後大事記
- 蘇聖雄：試論北京政府對五四運動的態度及舉措（页面存档备份，存于）

## 延伸阅读
- 周策纵，《五四运动：现代中国的思想革命》，江苏人民出版社，2005年版；同书较早译本名为《五四运动史》，岳麓书社，1999年出版。原书Chow Tse-tung. The May Fourth Movement: Intellectual Revolution in Modern China. Cambridge: Harvard University Press, 1960.
- 唐启华，《巴黎和会与中国外交》，社会科学文献出版社，2014年
- 李泽厚，《启蒙与救亡的双重变奏》，1986年，收录于：李泽厚，《中国思想史论》安徽文艺出版社，1999年
- 林毓生著，穆善培譯，《中國意識的危機》，貴陽：貴州人民出版社，1986年。
- 近藤邦男著，丁曉強等譯：《救亡與傳統：五四思想形成之內在邏輯》（太原：山西人民出版社，1988）。
- 余英時、張灝、王元化、林毓生、王汎森、歐陽哲生、劉軍寧、秦暉，《五四新論: 既非文藝復興，亦非啟蒙運動》， 聯經出版公司，1999年5月4日。
- 林賢治，《五四之魂: 中国知识分子精神史》，广西师范大学出版社，2008年6月初版。
- 叶曙明，《重返五四现场: 1919，一个国家的青春记忆》，中国友谊出版公司，2009年4月。
- 劉再復，《共鑒“五四”: 與李澤厚、李歐梵等共論「五四」》， 三聯書店(香港)，2009年6月1日；福建教育出版社，2010年1月。
- 曹汝霖，《一生回忆》，香港春秋杂志社，1966年初版；台湾传记文学出版社，1980年；中国大百科全书出版社，2009年。
- 張鳴，《北洋裂变: 军阀与五四》，廣西師範大學出版社，2010年5月初版。